# Spathius ninus
Spathius ninus är en stekelart som beskrevs av Nixon 1943. Spathius ninus ingår i släktet Spathius och familjen bracksteklar. Inga underarter finns listade i Catalogue of Life.